# Sauzet (Lot)
Sauzet (okzitanisch Sauset) ist eine französische Gemeinde mit 533 Einwohnern (Stand 1. Januar 2022) im Département Lot in der Region Okzitanien (zuvor Midi-Pyrénées). Sie gehört zum Arrondissement Cahors, zum Kanton Luzech.

## Lage
Sauzet liegt in einer Höhe von ca. 280 Metern ü. d. M. am südwestlichen Rand des Zentralmassivs im Gebiet der Causse de Limogne. Umgeben wird Sauzet von den Nachbargemeinden Albas im Norden und Nordwesten, Cambayrac im Osten und Nordosten, Villesèque im Osten und Südosten, Bagat-en-Quercy im Süden sowie Carnac-Rouffiac im Westen.

## Bevölkerungsentwicklung
| Jahr      | 1962 | 1968 | 1975 | 1982 | 1990 | 1999 | 2006 | 2011 | 2018 |
| Einwohner | 413  | 403  | 371  | 352  | 370  | 408  | 474  | 511  | 514  |

Quellen: Cassini und INSEE

## Sehenswürdigkeiten
- Kirche Saint-Michel aus dem 19. Jahrhundert
- Burg Sauzet aus dem 13. Jahrhundert, heute Restaurant

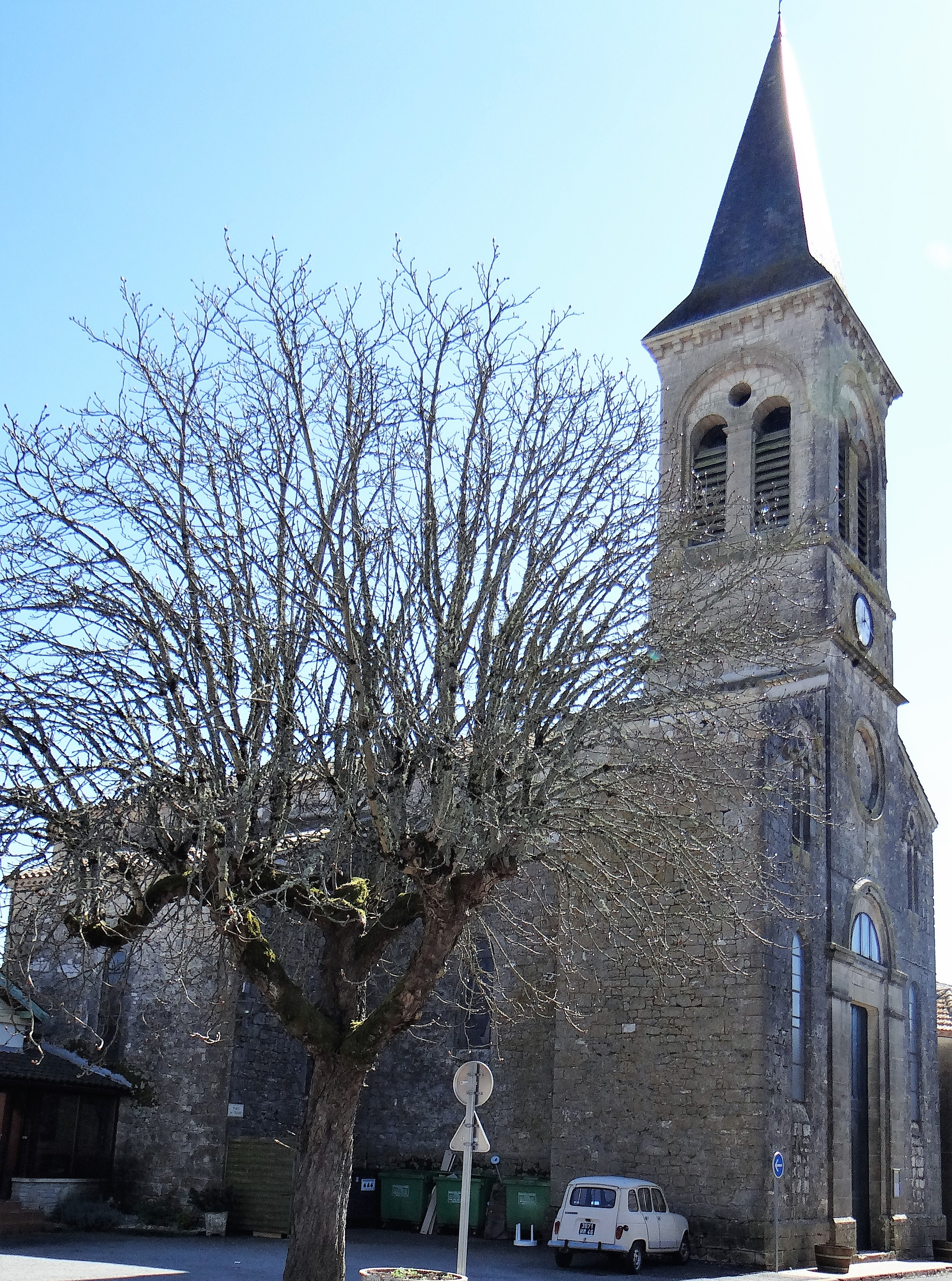
Kirche Saint-Michel